# 제33회 금마장
제33회 금마장의 시상식에 관한 내용이다.

## 수상 및 후보

### 작품상
- 햇빛 쏟아지던 날들 - 강문 수상

### 애니메이션상
- A Beauty Too Far

### 감독상
- 햇빛 쏟아지던 날들 - 강문 수상

### 남우주연상
- 햇빛 쏟아지던 날들 - 하우 수상

### 여우주연상
- 호도문 - 소방방 수상

### 남우조연상
- 마작 - 왕계찬 수상

### 여우조연상
- 아청 - Hsiu-min Chiu 수상

### 각본상
- 햇빛 쏟아지던 날들 - 강문 수상

### 각색상
- Foreign Moon - Zeming Zhang 수상

### 촬영상
- 햇빛 쏟아지던 날들 - 꾸 창웨이 수상

### 편집상
- 노화가두 - 장요종 외 수상

### 영화음악상
- 떠도는 인생 - Davood A. Tabrizi 수상

### 주제가상
- 남국재견 - Giong Lim 수상

### 분장/의상디자인상
- 비천 - Jung-ling Huo 수상

### 시각효과상
- 모험왕 - 머언량 수상

### 음향효과상
- 햇빛 쏟아지던 날들 - Changning Gu 수상

### 단편영화상
- Prince of Hsimenting

### 최우수제작디자인상
- 홍시 - Fu-Hsiung Lee 수상